# Thyle
Thyle är ett vattendrag i Belgien.   Det ligger i regionen Vallonien, i den centrala delen av landet, 27 km sydost om huvudstaden Bryssel.
Trakten runt Thyle består till största delen av jordbruksmark. Runt Thyle är det ganska tätbefolkat, med 214 invånare per kvadratkilometer.